# Août 1805

## Événements
- Les wahhabites assiègent Médine et La Mecque. Médine capitule à la fin de l'année, La Mecque en février 1806[1].
- 9 août, États-Unis :
  - James Wilkinson ordonne à Zebulon Pike de trouver la source du Mississippi.
  - Alliance austro-russo-britannique. Naissance de la Troisième Coalition.
- 11 août : règlement politique des écoles allemandes[2]. Décret confirmant l’obligation scolaire et fixant les règles de l’institution scolaire dans la monarchie habsbourgeoise jusqu’en 1869[3].
- 24 août : Napoléon abandonne l’idée d’envahir le Royaume-Uni et se tourne vers les forces austro-russes[4].
- 25 août : traité de Bogenhausen, alliance de la Bavière et de la France[5].
- 27 août : la Grande Armée quitte le camp de Boulogne pour gagner l’Europe centrale[6]. Début de la campagne d’Autriche.

## Naissances
- 2 août : Gottlieb Gassen, peintre allemand († 3 juin 1878).
- 4 août : Sir William Rowan Hamilton (mort en 1865), mathématicien, physicien et astronome irlandais.
- 28 octobre : Agénor Azéma de Montgravier (mort en 1863), militaire et archéologue français.
- 30 août : Jacques Raymond Brascassat, peintre français († 28 février 1867).

## Décès
- 21 août : Louis d'Ussieux, écrivain et historien français (° 30 mars 1744).